# Sad Wings of Destiny
Sad Wings of Destiny – drugi album studyjny brytyjskiego zespołu heavymetalowego Judas Priest. Wydany został 23 marca 1976 roku przez wytwórnię Gull Records.
Wydanie albumu zostało poprzedzone promocją grupy w telewizji oraz występem na festiwalu Reading, co potem zaowocowało lepszą sprzedażą płyty. Mimo wszystko, członkowie zespołu mieli krytyczną sytuację finansową, głównie przez brak wsparcia ze strony wytwórni Gull, przez co musieli znaleźć na jakiś czas inną pracę.
Sam album, mimo wszystko, jest uznawany przez krytyków za znakomity i przełomowy, a sama grupa uważa płytę za zdecydowanie lepszą od debiutanckiego albumu Rocka Rolla. Album został wyprodukowany przez Judas Priest wspólnie z Jefferym Calvertem i Maxem Westem, którzy kilka miesięcy wcześniej pod nazwą Typically Tropical wydali singel pt. "Barbados," który osiągnął 1. pozycję, utrzymał się prawie trzy miesiące na zestawieniu, oraz został sprzedany w prawie 500 tysiącach kopii w Wielkiej Brytanii.

## Historia albumu

### Kwiecień 1975: Występ w telewizji
Z debiutanckim albumem na koncie, Rocka Rolla, Judas Priest zaczęło dostawać szanse na zyskanie popularności. Choć Rocka Rolla miała niską popularność, w kwietniu 1975 grupa została zaproszona do występu w telewizyjnym programie brytyjskiego kanału BBC Two, The Old Grey Whistle Test, gdzie zespół wykonał tytułowy singel, "Rocka Rolla," oraz nowy utwór, a dokładniej połączenie dwóch nowych utworów, "Dreamer Deceiver"/"Deceiver," które dopiero miały zostać wydane na albumie Sad Wings of Destiny:

To było zabawne ponieważ w tym czasie BBC miało bardzo stanowcze zdanie na temat tego jak głośno powinieneś być i zawsze będę pamiętał, że gdy występowaliśmy w Old Grey Whistle Test, oni dosłownie szli do publiki i na wstępie wręczali im zatyczki do uszu! Był limit jeśli chodzi o poziom głośności - nie mogłeś iść do jedenastu - byliśmy gdzieś koło czwartego. No i oczywiście próbowaliśmy grać heavy metal bez odpowiedniej głośności pozwalającej osiągnąć wystarczające doznania na gitarach... To było takie proste - albo ściszysz, albo nie będziesz mógł wystąpić... Ale my walczyliśmy, przyszliśmy, i kiedy mieliśmy się przygotować, udało nam się trochę zwiększyć naszą głośność!

Wykonania obu utworów w programie Old Grey Whistle Test zawarte są na DVD Judas Priest z 2003 roku, Electric Eye.

### Sierpień 1975: Koncert na Reading Festival
Po występie w telewizji zespół miał okazję do kolejnych występów w słynnym londyńskim klubie Marquee Club, co doprowadziło do zaproszenia grupy do występu na jednym z najpopularniejszych festiwali na świecie, Reading Festival, w sierpniu 1975, gdzie Judas Priest osiągnęło prawdopodobnie największy wpływ na swoją dalszą karierę:

Reading Festival było naszym pierwszym znaczącym wydarzeniem, które przyciągnęło do nas uwagę światowej prasy oraz pozwoliło nam pokazać, że jesteśmy zdecydowanie warci oglądania na przyszłość. To był świetny sposób na pokazanie się i był szczególnie przydatny, gdyż ludzie wracali potem do takich miejsc jak Japonia czy Stany Zjednoczone i mówili o zespole.

### Wrzesień 1975: Hinch odchodzi, Moore powraca
Po występie na festiwalu grupa poczuła, że musi wejść na kolejny "poziom," co zaowocowało zwolnieniem dotychczasowego perkusisty, Johna Hincha, określonego przez gitarzystę, Glenna Tiptona, "muzycznie nieadekwatnym" ("John Hinch nie potrafił nawet grać na perkusji, naprawdę."), a drugi gitarzysta, K.K. Downing, powiedział, że powodem dla którego Hinch był w zespole było to, że miał on vana i mógł prowadzić. Hinch twierdzi natomiast, że on sam odszedł gdyż uszkodził sobie kciuk, gdy on i Tipton wdali się w bójkę z innymi osobami w klubie. Po Judas Priest, Hinch już nie grał w innym zespole, tylko zakończył muzyczną karierę, ale pozostał blisko muzyki zarządzając biznesowymi interesami m.in. Uliego Jon Rotha.
Miesiąc później, były perkusista Judas Priest, Alan Moore, powrócił do grupy po epizodzie w grupie Sundance z którą nagrał jeden krążek, Rain Steam Speed. Po trzygodzinnej próbie, Moore zagrał pierwszy koncert z zespołem 11 października 1975 w londyńskim Slough College.

### Listopad 1975: Nagrywanie
Z niezadowalającym albumem, Rocka Rolla, oraz doświadczeniem z jego nagrywania, Judas Priest poczuło, że musi wziąć sprawy w swoje ręce. By wyróżniać się od innych zespołów heavymetalowych, grupa dodała do nowych utworów głębię emocji i zestawiła uderzającą ciężkość z delikatnymi przejściami, co bywa uważane za coś, czego zespół nigdy więcej nie powtórzył, ale Judas Priest mimo wszystko nie chciało być wtedy określane "ciężkim" zespołem:

Nie lubimy być określani ciężkim; bardziej na celu mamy bycie dramatycznym zespołem. Po tym wszystkim mamy świetną grupę koncertową... Dla Sad Wings of Destiny mogliśmy wszyscy zniknąć i nagrać dziesięć zwykłych piosenek. Nie zrobiliśmy tego. Nagraliśmy "Epitaph" na przykład, który jest wolny i łagodny. Wariacja. Ale na scenie, to musi być powiedziane, chcemy się tylko rozerwać. Fizycznie rozwalić bębenki dzieciom.
My wszyscy mamy opinię o dzisiejszym świecie, zobaczysz. Ogłosimy to, w pewnym momencie, że nadchodzi wielka zmiana. Na Sad Wings of Destiny mówimy ludziom, by cieszyli się życiem, ale zarazem ostrzegamy, by być gotowym na coś, co może nadejść. Takie utwory jak "Genocide" ["Ludobójstwo"], "Tyrant" ["Tyran"], "Epitaph" ["Epitafium"], czy "Prelude" ["Preludium"] wydają nam się być częścią tej całej idei - sprawiają wrażenie jakby zapowiadały tę zmianę... Podczas ostatnich miesięcy - zwłaszcza trzech czy czterech tygodni - wiadomości zaczęły być bardzo deprymujące; [brytyjskie] programy jak World in Action czy Panorama zawsze przepowiadały fatum dla ludzkości w taki czy inny sposób...

Nie chcemy robić z siebie proroków czy uczniów; jesteśmy po prostu piątką uświadomionych gości ustawionymi pośrodku wielu beztroskich ludzi. Obecnie wszyscy cieszą się życiem, ale my myślimy, że ludzie powinni zwrócić uwagę na to, że w pewnym momencie wszyscy możemy zostać zgładzeni... Jesteśmy daleko od bycia pesymistami. Przede wszystkim, jesteśmy rockową grupą i naszym głównym celem jest nagranie rockowego albumu. Jeśli możemy na nim również zamieścić wiadomość, to dobrze.
Sad Wings of Destiny jest całkiem przemyślanym albumem, ale gdy zaczęliśmy go nagrywać nie mieliśmy zamiaru, żeby był on czymś więcej niż standardowym albumem rockowym. Gdy go skończyliśmy, mimo wszystko, cofnęliśmy się i spojrzeliśmy - otwarty i spostrzegawczy, taki był. Album przepływa swobodnie i wygodnie - takie jest ogólne uczucie.
Skoro Rodger Bain wyprodukował naszą pierwszą płytę, powinniśmy być ciężką grupą. Bezsprzecznie, część naszej muzyki jest ciężka, ale to dlatego, że lubimy iść na scenę i budować podekscytowanie będąc całkiem głośnym i grając to, co ludzie klasyfikują jako ciężka muzyka. Ale na naszych albumach próbujemy pokazać, że potrafimy grać inne rzeczy oraz być delikatni. Mimo tego, nie możemy pozwolić sobie na za dużo mieszanin.

W okresie Rocka Rolli, Judas Priest dopiero się zgrywało jako zespół (Glenn Tipton był wtedy w grupie jedynie kilka tygodni), a sam album bardziej ukazywał wpływy zespołu (m.in. Black Sabbath i Deep Purple) niż jej oryginalność. Dodatkowo wytwórnia płytowa grupy, Gull Records, naciskała na nią, by była ona skłonna do współpracy w kwestii wizji i prezentacji zespołu proponowanej przez wytwórnię w zamian za wydanie debiutanckiego albumu, ale Judas Priest nie było usatysfakcjonowane z powodu obsługi i końcowego efektu ich pierwszego krążka. Choć można jeszcze wyczuć wpływy z innych zespołów jak np. Queen w opartym-na-pianinie utworze "Epitaph," członkowie grupy wzięli lekcję ze swojego pierwszego doświadczenia i postanowili wziąć tym razem kontrolę nad tym jak ich drugi album studyjny zostanie wyprodukowany i nagrany, gdy weszli do studiów nagraniowych Rockfield Studios w listopadzie 1975:

Nie wierzę, że są jacykolwiek muzycy którzy nie zaczynają grać grając najpierw muzykę innych ludzi. Z jednej strony, potrzebujesz wiele lekcji, mam na myśli muzycznych i scenowych, a z drugiej strony musisz również żyć. To [życie] w tym momencie jest niczym innym jak rozmnażaniem i jeśli możesz obie rzeczy robić wystarczająco dobrze, do pewnego momentu, możesz zarazem gromadzić doświadczenie z koncertowania jak i pracować na swoich możliwościach. To się dzieje przez pewien moment, dopóki nagle nie zdasz sobie sprawy, że: "Teraz zaszedłem wystarczająco daleko, by teraz poświęcić się wyłącznie wyrażaniu tego, co chcę i myślę." Dodatkowo jest to punkt zwrotny w życiu muzyka rockowego. Nagle nie cieszysz się z tego, co robisz, chcesz zrobić coś swojego, ale nie jesteś wystarczająco sławny, by z tego wyżyć. Nawet z naszym płytami możesz zobaczyć dokładnie ten sam problem. Nasz pierwszy album, Rocka Rolla, ciągle pokazuje nasze niezdecydowanie bardzo wyraźnie. Ale rezultaty, niezbyt dobre według sprzedaży płyty, były pozytywne i dały nam siły oraz ochoty, by zrobić to dokładnie w taki sposób jaki my chcemy, teraz, na naszym drugim albumie. To jest nasza własna osobista muzyka, oznaczona naszą marką, i tutaj nie ma już żadnych kompromisów. Ludzie mogą nas lubić lub nie - już to nas nie obchodzi!

Myślę, że wszyscy czuliśmy, że materiał na naszym pierwszym albumie jest dobry i mocny, ale po prostu nie został nagrany poprawie. Domyślam się, że musieliśmy być wtedy trochę naiwni, ale nastawienie ludzi którzy powinni rządzić – producenta i inżyniera - nie było odpowiednie... Sytuacja się zmieniła z czasem, gdy nagraliśmy drugi album, i ciągle jestem zdania, że Sad Wings of Destiny jest świetną płytą. Jest ona sto razy lepsza niż pierwsza, z produkcyjnego punktu widzenia, oraz pokazuje, że zdecydowanie bardziej kontrolowaliśmy to, co się działo. Przy okazji, musisz przejść przez problemy kiedy zaczynasz, ponieważ w taki sposób uczysz się tego, co powinieneś i tego, co nie powinieneś. Dodatkowo zdajesz sobie sprawę, że nie możesz sobie pozwolić na bycie litościwym dla kogokolwiek innego.

Byliśmy trochę zagubieni w studiu, kiedy tworzyliśmy nasz pierwszy album, ale gdy nagraliśmy Sad Wings of Destiny, myślę, że zaczęliśmy tworzyć triumwirat.

Zdecydowanie bardziej zainteresowaliśmy się od strony technicznej nagrywania rzeczy na taśmie. Na pierwszej płycie nie mieliśmy w ogóle pojęcia, co się dzieje, szczerze mówiąc. Tam byli ludzie którzy kręcili guzikami, robili to, tamto, itd. Ale przy Sad Wings of Destiny byliśmy bardziej doświadczeni i widzieliśmy, co się może stać, gdy nie nadzorujemy wszystkiego.

Szczerze mówiąc, raczej zapomnieliśmy o Rocka Rolli. Ona tylko połączyła zespół gdy weszliśmy do studia nagrywać ją. Byłem ciągle trochę niepewny i to nie skończyło się zbyt dobrze... Zyskaliśmy również nieodpowiedni wizerunek razem z tym albumem. Gdyby to podziałało właściwie przyniosłoby to nam dużo pieniędzy; tak się nie stało i teraz jest to żartem.

Rodger Bain wyprodukował go [Rocka Rollę] i, nieżycząc mu czegokolwiek złego, jego robota była daleka od znakomitości. Sad Wings of Destiny zostało wyprodukowane przez nas, Jeffa Calverta, oraz Maxa Westa i wszystko poszło znacznie lepiej. Szczerze, chcemy rozpocząć akcję mającą na celu zachęcenie wszystkich do spalenia ich kopii Rocka Rolli. To nie jest dobra płyta w ogóle... O ile jesteśmy przekonani, Sad Wings of Destiny jest naszym pierwszym albumem. Jest nasz, jest tym czym my jesteśmy. Na szczęście, nasza druga płyta, a może to będzie trzecia, będzie jeszcze lepsza.

Rodger Bain zrobił nasz pierwszy album i oczywiście nie skorzystaliśmy z jego usług ponownie. Weszliśmy do studia z Maxem Westem i Jefferym Calvertem. W tamtym czasie zajmowali wysoką pozycję na brytyjskiej liście przebojów. Stworzyli popową piosenkę pozorującą jamajskie pochodzenie. Piosenka miała tytuł "Barbados" i grupa nazywała się Typically Tropical. Wszyscy myśleli, że są czarnoskórymi wykonawcami muzyki soul i oczywiście nimi nie byli. Jeden jest Walijczykiem, a drugi z pochodzenia jest pół londyńczykiem, pół żydem. Byli świetni w studiu i skorzystaliśmy z nich jako zespół produkcyjny. Różnica jest widoczna, mówiąc skromnie! Zespół stał się bardziej kreatywny... To była pouczająca zmiana. Wszyscy staliśmy się bardziej profesjonalni i pokazaliśmy zdecydowanie wyższy poziom na naszym drugim albumie. Tu nie chodziło już tylko o produkcję, chodziło także o wykonania same w sobie.

W trakcie nagrywania płyty przez Judas Priest doszło do nowej znajomości, która mogła odegrać kluczową rolę 14 lat później (album Painkiller): Młody asystent inżyniera dźwięku, Chris Tsangarides, musiał zająć miejsce Dave’a Charlesa, który zachorował jednego dnia:

...Nagrywałem drugi krążek Judas Priest i inżynier dźwięku zachorował i oni powiedzieli: "Chodź, zajmij się tym." Nie wiedziałem, co robię, ale wskoczyłem i zrobiłem swoje - to było topienie się lub pływanie i szczęśliwie przepłynąłem albo chociaż unosiłem się!

### Marzec 1976: Wydanie
Sad Wings of Destiny zostało wydane 23 marca 1976, krytycy ocenili go jako przełomowy i pierwszy znakomity album zespołu, jak i również zawiera on parę utworów, które pozostały do dziś stałymi elementami koncertów grupy. Płyta zyskała także rozgłos medialny i jej sprzedaż była znacznie większa od albumu debiutanckiego, jak i koncerty zespołu przyciągały coraz większą publikę.
Sprawy zaczęły nabierać postępu pod względem popularności Judas Priest, ale pod względem finansowym brakowało postępu, gdyż wytwórnia płytowa grupy, Gull Records, odmówiła jakiegokolwiek wsparcia finansowego zespołowi. Na dodatek wytwórnia ustanawiała grupie bardzo niski budżet w studiu nagraniowym:

Ledwo mieliśmy pieniądze na jedzenie. Pozwolono nam zjeść tylko jeden posiłek w studiach i to było wszystko.

Wytwórnia nam nie pomogła, ponieważ wolała po prostu podpisać kontrakt z zespołem, pozwolić mu nagrać album za jak najmniejszą ilość pieniędzy i, jeśli płyta odniesie sukces, to wszyscy są szczęśliwi i mają się dobrze.

Potem wyruszyliśmy w trasę, która w ogóle nie sprawiła nam przypływu gotówki. Gull nie chciało nam nawet dać pieniędzy na przeżycie. Poprosiliśmy ich o "psi grosz," tylko byśmy wybrnęli z kłopotów, ale oni nas zignorowali. Więc byliśmy zmuszeni znaleźć pracę lub zdać się na pomoc społeczną od rządu, bylebyśmy mogli dalej pisać i grać. Niemal wyglądało na to, że będziemy musieli rozwiązać grupę.

Chociaż znalezienie pracy było czymś nie do przyjęcia (Tipton kiedyś powiedział: "Najlepsza rada, której nie posłuchałem to: "Znajdź pracę!"), to jednak członkowie zespołu musieli na jakiś czas ją znaleźć. Tipton pracował w ogrodnictwie, Ian Hill jeździł vanami, a Downing "pracował" w fabryce:

Dostałem pracę dzięki znajomemu, który powiedział: "Znam fabrykę w której możesz popracować dorywczo. Jedyne, co musisz robić, to się ukrywać - iść do piwnicy i pograć w karty lub cokolwiek." Dostawałem 15 funtów za dzień, co było nie do pomyślenia, ponieważ nigdy w życiu nie byłem taki bogaty...i w ogóle nie musiałem pracować! Ale wiedziałem, że nie będę szczęśliwy dopóki Judas Priest się nie uda. Od początku, moim celem było osiągnięcie sukcesu z grupą bez względu na to jak będzie ciężko. Myślę, że wszyscy czuliśmy to samo, gdyż to nie było coś, co mogliśmy po prostu zostawić.

## Okładka
Pomysłodawcą okładki i tytułu albumu był Neil French, który w okresie Sad Wings of Destiny był przedstawicielem zespołu. Judas Priest chciało, żeby płyta sprawiała dramatyczne odczucia i kiedy French prezentował swoje pomysły prezesowi Gull Records Davidowi Howellsowi, okazało się, że Howells był w posiadaniu akwarelowego rysunku przedstawiającego upadłego anioła wśród piekielnych płomieni narysowanego przez Patricka Woodroffe'a:

Rysunek został narysowany przez Patricka Woodroffe'a. Został zgłoszony do tego albumu. Prezes wytwórni Gull miał właściwie ten obraz na ścianie w swoim biurze. Jest to klasyczna okładka albumu - jedna z klasyków wszech czasów.

Dyrektorem artystycznym okładki Sad Wings of Destiny był John Pasche z Gull Graphics, który był pomysłodawcą okładki i loga na debiutanckim albumie grupy, Rocka Rolla. Na Sad Wings of Destiny Pasche dał nazwie Judas Priest nowe logo bardziej zbliżone do wizerunku zespołu niż logo znane z debiutanckiej płyty. Okładka narysowana przez Patricka Woodroffe'a po raz pierwszy przedstawia symbol do dzisiaj towarzyszący grupie (na okładce zawieszony na szyi anioła). Symbol został ponownie użyty przy okazji albumów: Defenders of the Faith (1984), Painkiller (1990), Metal Works ’73–’93 (1993), Angel of Retribution (2005), oraz na wszystkich reedycjach albumów Judas Priest wydawanych od 2001 z dodatkowymi utworami. Ten symbol został też użyty jako element scenografii na trasach koncertowych zespołu: United Tour (2004) i Retribution Tour (2005).
Pochodzenie symbolu do dziś jest niewiadome, gdyż nawet jego twórca już o tym zapomniał:

Ta praca jest tak odległa, że już nie pamiętam gdzie znalazłem ten symbol, myślę, że ma on egipskie pochodzenie - przed chrześcijaństwem. Nie jestem pewien.

Wokalista, Rob Halford, oraz gitarzysta, Glenn Tipton, zwykli określać symbol "widłami diabła" i choć ten symbol może przypominać widły jest on oficjalnie nazywany "krzyżem Judas Priest" przez zarząd, promotorów, jak i przedstawicieli grupy.

## Single
- "The Ripper"/"Island of Domination" - wydany w marcu 1976 przez wytwórnię Gull Records

## Lista utworów
| 1. | "Victim of Changes" (Al Atkins, Halford, Tipton, Downing) | 7:54  |
|    |                                                           |       |
| 2. | "The Ripper" (Tipton)                                     | 2:50  |
|    |                                                           |       |
| 3. | "Dreamer Deceiver"                                        | 5:53  |
|    |                                                           |       |
| 4. | "Deceiver"                                                | 2:42  |
|    |                                                           |       |
| 5. | "Prelude" (Tipton)                                        | 2:01  |
|    |                                                           |       |
| 6. | "Tyrant" (Halford, Tipton)                                | 4:28  |
|    |                                                           |       |
| 7. | "Genocide"                                                | 5:46  |
|    |                                                           |       |
| 8. | "Epitaph" (Tipton)                                        | 3:07  |
|    |                                                           |       |
| 9. | "Island of Domination"                                    | 4:23  |
|    |                                                           |       |
|    |                                                           | 39:04 |
|    |                                                           |       |
- Kompozytorami (oprócz wymienionych w nawiasach) są Rob Halford, Glenn Tipton, i K.K. Downing.
- "Prelude" jest utworem instrumentalnym.

## Twórcy

### Wykonawcy
- Rob Halford – śpiew
- K.K. Downing – gitara elektryczna
- Glenn Tipton – gitara elektryczna, pianino
- Ian Hill – gitara basowa
- Alan Moore – perkusja

### Produkcja
- Album nagrywany był od listopada do grudnia 1975 w studiach nagraniowych Rockfield Studios w Walii
  - Jeffery Calvert, Max West, i Judas Priest – producenci
  - Jeffery Calvert, Dave Charles, i Chris Tsangarides – inżynierzy dźwięku
- Album był miksowany i masterowany w grudniu 1975 w studiach Morgan Studios w Londynie, Anglia
- John Pasche z Gull Graphics - dyrektor artystyczny okładki
- Neil French - projekt okładki
- Patrick Woodroffe – ilustracja okładki
- Lorentz Gullachsen - fotografie
- Alan Johnson - fotografia Iana Hilla

### Inne
- David Corke z Tramp Entertainments – zarządzanie
- Neil French – przedstawiciel zespołu